# Psalidoprocne
Psalidoprocne är ett fågelsläkte i familjen svalor inom ordningen tättingar. Släktet omfattar fem arter som förekommer i Afrika söder om Sahara:
- Fantisvala (P. obscura)
- Tvärstjärtad svala (P. nitens)
- Bergsvala (P. fuliginosa)
- Vithuvad svala (P. albiceps)
- Svartsvala (P. pristoptera)